# Mutunópolis
Mutunópolis es un municipio brasilero del estado de Goiás.